# Blast-Off Girls
Blast-Off Girls è un film del 1967, prodotto e diretto da Herschell Gordon Lewis.

## Trama
Boojie Baker è un uomo d'affari senza scrupolo. Fra i suoi talenti principali spicca il complesso beat The Big Blast. I giovani, in poco tempo, diventano famosi. L'impresario ne approfitta per rubare tutti i soldi ai musicisti.

## Produzione
La maggior parte delle scene sono ambientate a Chicago. 
La pellicola è ricordata per il cameo di Harland Sanders. L'imprenditore ha finanziato parte dell'opera, oltre a gestire il catering durante il set. Il regista, nella sua autobiografia, ha raccontato di aver litigato con il proprietario del KFC per le sue continue e pretenziose richieste.

## Distribuzione
Uscito nei cinema grindhouse americani, il film è stato, in seguito, proposto in versione home video. Attualmente esistono nel mercato edizioni solo in lingua originale. 
Il lungometraggio è di dominio pubblico. 